# جون فيل (سياسي)
جون فيل هو تاجر وقاضي ومحامي وسياسي أمريكي، ولد في 1721 في نيويورك في الولايات المتحدة، وتوفي في 1798.